# جون نولاسكو
جون نولاسكو (بالإنجليزية: John Nolasco) (مواليد 15 أغسطس 1975) هو ملاكم دومينيكي، مثّل بلاده في الألعاب الأولمبية الصيفية 1996.

## روابط خارجية
جون نولاسكو على موقع بوكس ريك (الإنجليزية) (registration required)
- جون نولاسكو على موقع أوليمبيديا (الإنجليزية)